# La Vengeance posthume du docteur William
La Vengeance posthume du docteur William è un cortometraggio muto del 1909 diretto da Louis Feuillade.

## Produzione
Il film fu prodotto dalla Société des Etablissements L. Gaumont; è conosciuto anche come La Vengeance posthume du Dr. William.

## Distribuzione
Distribuito dalla Société des Etablissements L. Gaumont, uscì nelle sale cinematografiche francesi nel 1909.